# Sinaipark

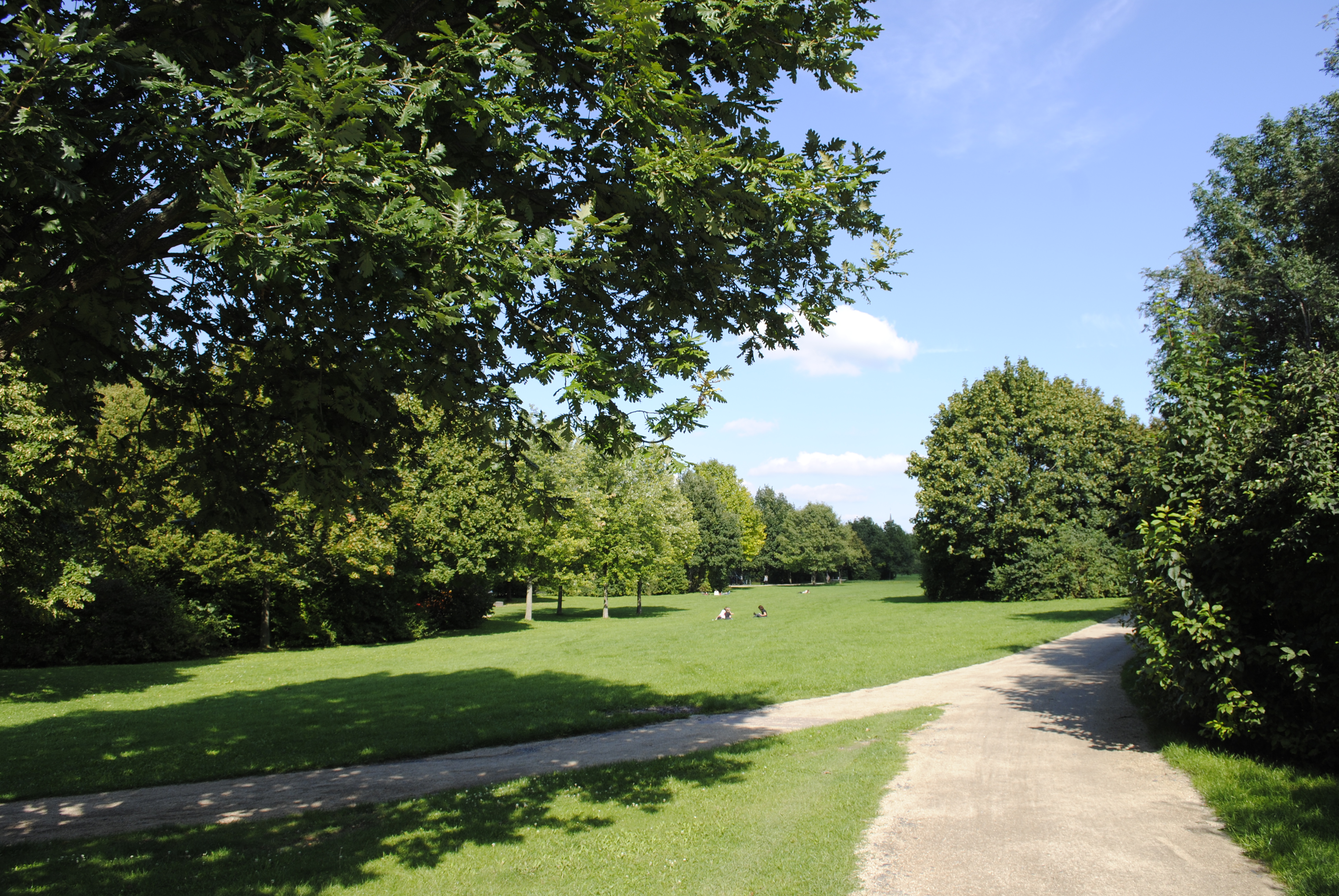
Die westliche Seite des Sinaiparks

Der Sinaipark ist eine städtische Grünanlage in der Stadt Frankfurt am Main. Der 4,6 Hektar große Park im nördlich der Innenstadt gelegenen Stadtteil Dornbusch wurde von 1983 bis 1986 auf dem ehemaligen Gelände der Sinai-Gärtnerei angelegt, nach welcher der Park benannt ist.

## Lage und Ausstattung
Der Sinaipark, dessen Grundriss die Form eines ungleichmäßigen Vielecks hat, liegt im Norden des Stadtteils Dornbusch. Das leicht hügelige Parkgrundstück wird im Nordosten und im Westen von stark befahrenen Hauptverkehrsstraßen eingerahmt; im Westen ist dies die verkehrsreiche Eschersheimer Landstraße, im Nordosten grenzt der Park an die Jean-Monnet-Straße, die nördliche Fortsetzung der Eckenheimer Landstraße und Zubringer zur Bundesautobahn 661. Im Norden grenzt die Heinrich-von-Stephan-Siedlung und ein Schulgelände an die Grünanlage, im Süden eine Wohnstraße der Siedlung Dornbusch West sowie ein weiteres Schulgelände; am östlichen Rand des Parks liegt eine Kleingartenanlage.
Zur Ausstattung des Parks zählen ausgedehnte Liegewiesen, insgesamt vier Kinderspielplätze für verschiedene Altersgruppen sowie ein asphaltierter Streetball-Platz und ein Fußballplatz als Heimspielstätte der Fußballclubs SG Concordia 1958 Eschersheim und BSC Schwarz-Weiß 1919 Frankfurt (Jugendverein von Andreas Möller). Der südöstliche Teil des Sinaiparks mit Wiese und teils dichten Gehölzen aus Büschen und Sträuchern wird gärtnerisch nur eingeschränkt bewirtschaftet und ist fast durchgängig verwildert. Dieser als „Sinai-Wildnis“ bezeichnete Teil der Anlage ist die Heimat mehrerer Arten von Insekten, Singvögeln und Kleinsäugern und ist als Landschaftsschutzgebiet ausgewiesen.

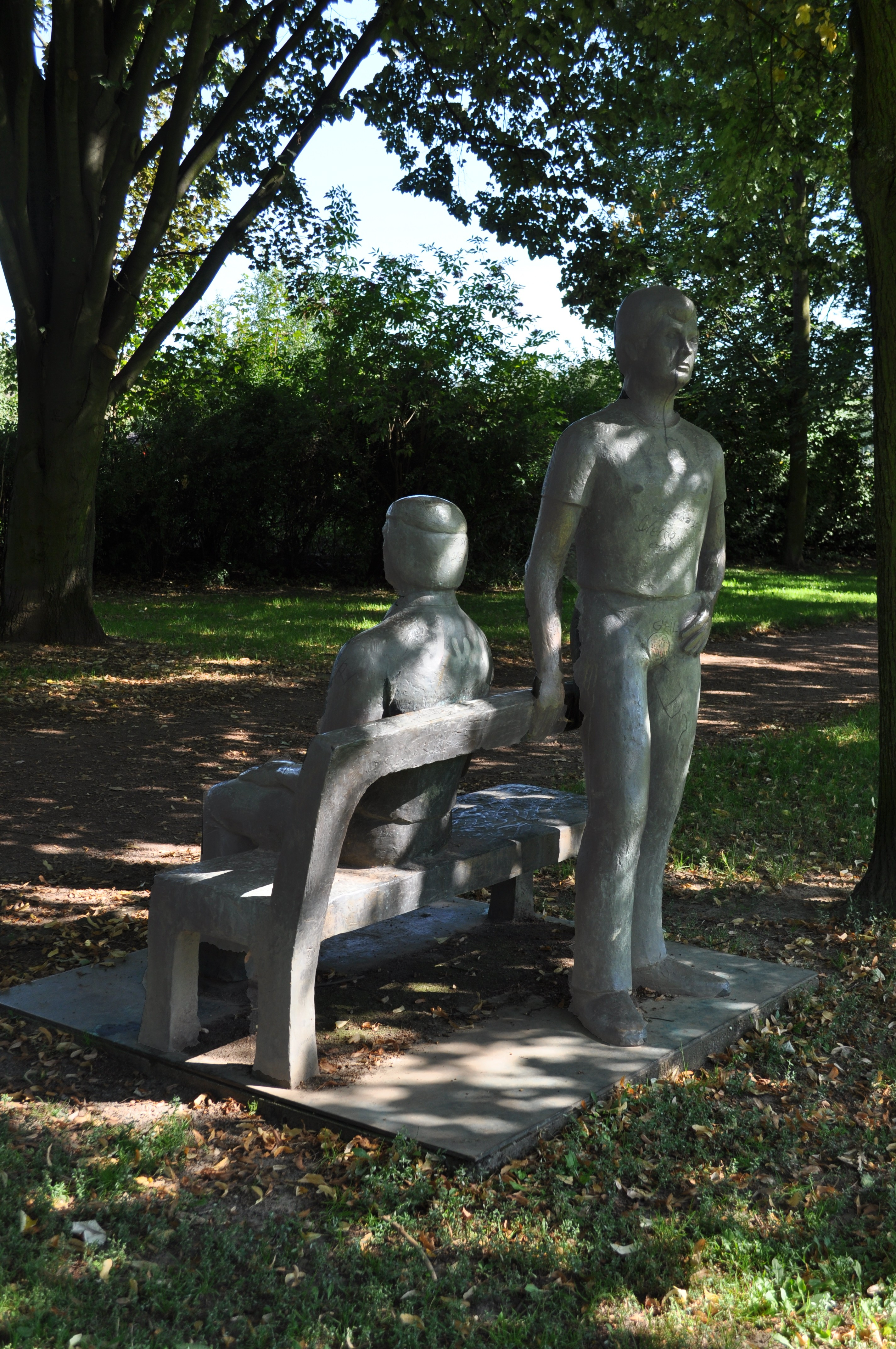
Figurengruppe

An der Südostseite des Parks schließt südlich unterhalb der Sinai-Wildnis der Pilzpark an, da geht der Park in die Grünanlagen am Ende der Fritz-Tarnow-Straße, den Eckenheimer Grünzug über. Dort, in der Nähe des Spielplatzes mit Seilbahn und kleinem Bolzplatz, steht am Fußweg die Bronze „Figurengruppe“. Die Bildhauerin Anneliese Sund schuf 1984 eine 1,60 Meter lange Parkbank, auf der ein Mann sitzt und hinter der ein weiterer Mann steht.

## Verkehrsanbindung
Mit öffentlichen Verkehrsmitteln kann der Sinaipark mit den U-Bahn-Linien U1 bis U3 sowie der Linie U8 der Frankfurter Verkehrsgesellschaft VgF erreicht werden, die oberirdisch in nord-südlicher Richtung auf der Eschersheimer Landstraße verkehren. Der dem Park nächstgelegene Halt aller vier Linien ist die Haltestelle Fritz-Tarnow-Straße. Für den motorisierten Individualverkehr existiert eine geringe Anzahl von Parkplätzen in den nördlich und südlich des Sinaiparks gelegenen Seitenstraßen der Eschersheimer Landstraße. Aus dem nordöstlich angrenzenden Stadtteil Eckenheim führt eine Fußgängerbrücke über die Jean-Monnet-Straße in den Park. Der Zugang zum Park ist von allen Seiten barrierefrei.